# Prihud
Prihud (ukránul: Пригідь) falu Ukrajnában, Kárpátalján, a Técsői járásban.

## Fekvése
Técsőtől északkeletre, Széleslonkától északra, Tereselpataktól északnyugatra, 459 méter tengerszint feletti magasságban fekvő település.

## Népesség
A falunak a 2001 évi népszámláláskor 663 lakosa volt.

| 2001 | 663 |